# Талашманы
Талашма́ны — русская деревня в Сонковском районе Тверской области. Входит в состав Беляницкого сельского поселения.
Расположена в 5 километрах к юго-западу от районного центра Сонково.
В 1997 году деревня входила в состав Пригорского сельского округа, в ней 9 хозяйств, 12 жителей.